# Monacos flag
Monacos flag har to lige store horisontale felter, et rødt øverst og et hvidt.
Rødt og hvidt har været farverne for Huset Grimaldi siden 1339, men flagets udformning har varieret gennem tiderne. Nuværende flag blev taget i brug 4. april 1881.
Det minder om Indonesiens flag men er længere, og Polens flag, der har de samme farver men har det hvide felt øverst.

## Eksternt link
- Monaco på Flags of the  World

| Flag | Spire Denne artikel om flag eller vexillologi er en spire som bør udbygges. Du er velkommen til at hjælpe Wikipedia ved at udvide den. |